# Multilateralismo
Multilateralismo é um termo nas relações internacionais que se refere a vários países trabalhando em conjunto sobre um determinado tema.
Seja na forma de associação numa aliança ou dentro de uma instituição internacional, o multilateralismo é necessário para vincular os excessos de poder, inibir o unilateralismo e permitir aos poderes menores o espaço de fala e oportunidades de voto os quais não seriam possíveis de outra forma. Especialmente se uma potência menor anseia pelo controle sobre uma potência maior, através da estratégia Lilliput de associação coletiva de pequenas nações, se mostra a alternativa mais eficaz de alcançar o controle compelindo a potência maior. Similarmente, se uma potência maior busca o controle de maneira que vá de encontro com os interesses de uma outra grande potência, nesses casos abordagens multilaterais também são mais indicadas. A potência em questão poderia procurar suporte em laços bilaterais, mas seriam de custo alto; Exigiria barganhar e se comprometer com a outra potência. Incorporar o Estado-alvo numa aliança multilateral reduz os custos originados da meta estabelecida, mas também oferece os mesmos benefícios de associação da estratégia Lilliput. Além do mais, no caso de uma potência de pequeno porte procura dominar sobre uma outra potência de poucos recursos, o multilateralismo talvez seja a única opção, porque potências fracas raramente possuem recursos para exercer controle sozinhas.
As organizações internacionais, tais como as Nações Unidas (ONU) e a Organização Mundial do Comércio (OMC) são multilaterais por natureza. Um dos principais defensores do multilateralismo tem sido, tradicionalmente, as potências médias como o Canadá, Austrália, Suíça, os países do Benelux e os países nórdicos. Grandes Estados costumam agir de forma unilateral, enquanto potências menores podem ter pouca influência direta em casos internacionais exceto pela participação nas Nações Unidas (através de uma integração consolidada apenas no voto contado dentro de um bloco maior, por exemplo). O multilateralismo pode envolver várias nações agindo em conjunto como na ONU, ou pode envolver alianças regionais ou militares, pactos, ou agrupamentos como a OTAN. Como essas instituições multilaterais não foram impostas sobre os estados mas sim criadas e aceitas por eles, em vias de aumentar suas capacidades de atingir seus próprios interesses através da coordenação de suas políticas, muitas dessas instituições internacionais sofrem carência de ferramentas para execução, funcionando substitutivamente como um enquadramento legal para limitar abordagens de teor oportunista, e servem também como pontos de coordenação para facilitação da troca de informações sobre a atuação real dos participantes permitindo referenciação continuada das normas estabelecidas inicialmente.
O inverso do multilateralismo é o unilateralismo, em termos de filosofia política. Não impede que a conversão para o multilateralismo possa ser considerada unilateral dependendo do modo de implementação.
Recentemente o termo "multilateralismo regional" vem sendo proposto, sugerindo que "problemas contemporâneos podem ser melhor resolvidos no nível regional do que ao nível bilateral ou global", portanto aproximar o conceito de integração regional com o multilateralismo é necessário ao mundo de hoje.